# Karl-Maria Schley

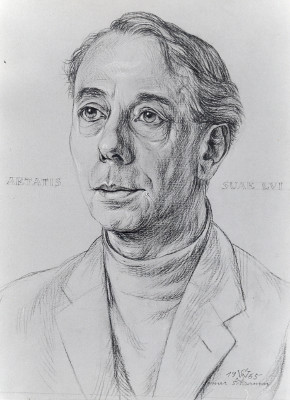
Karl-Maria Schley im Alter von 57 Jahren (gezeichnet von Werner Schramm, 1965)

Karl-Maria Schley (* 9. Dezember 1908 in Köln; † 11. März 1980 in West-Berlin) war ein deutscher Schauspieler und Hörspielsprecher.

## Leben
Nach dem Besuch der Schauspielschule in Köln schlossen sich erste Engagements an Theatern in Aachen, Remscheid und Bremerhaven an. Von 1940 bis 1942 war Schley am Stadttheater in Thorn verpflichtet. Es folgten von 1942 bis 1948 und 1948 bis 1955 Stationen an dem Staatstheater Kassel und den Städtischen Bühnen Wuppertal. Im Jahr 1955 wurde er Ensemblemitglied am Düsseldorfer Schauspielhaus.
Ein Höhepunkt seiner Bühnenkarriere war die Rolle des Behringer in den Theaterstücken Die Nashörner (in der Uraufführung vom 31. Oktober 1959) mit Max Mairich und Der König stirbt mit Nicole Heesters (1963) von Eugène Ionesco in den Inszenierungen von Karl-Heinz Stroux am Schauspielhaus in Düsseldorf.
Karl-Maria Schley wirkte in zahlreichen Film-, Fernseh- und Hörspielproduktionen mit.
1974 spielte er in der Fernsehserie Münchner Geschichten von Helmut Dietl (Produktion des Bayerischen Rundfunks) die Figur des Leopold Heinrich. Unter den vielen Fernsehauftritten befand sich 1975 die vom Westdeutschen Rundfunk (WDR) produzierte mehrteilige Verfilmung des Kriminalromans Der Strick um den Hals von Émile Gaboriau in der Regie von Wilhelm Semmelroth. Zudem konnte man Schley in verschiedenen Folgen der Serien Sonderdezernat K1, Tatort, Derrick und Die Buddenbrooks sehen.
Als Hörspielsprecher war Karl-Maria Schley in einigen Folgen der populären Paul-Temple-Reihe des Nordwestdeutschen Rundfunks (NWDR) bzw. WDR von Francis Durbridge unter der Regie von Eduard Hermann zu hören. 1952 sprach er in der Produktion Die Geschichte des Askid Thorgilsson die Titelrolle. Sein Partner war Karl Brückel. In der Hörspielfassung von Die Reise zum Mittelpunkt der Erde (Regie: Werner Simon) des Bayerischen Rundfunks aus dem Jahr 1980 sprach er die Rolle des Professor Otto Lidenbrock.
Auch in Meister Eder und sein Pumuckl war er zu hören. Er sprach in der Folge Pumuckl und die Erkältung bzw. Pumuckl und der Schnupfen sowohl in der Radioversion als auch in der LP-Version, die beide 1969 aufgenommen worden waren, den Arzt Dr. Schredlbach.
Karl-Maria Schley war mit der Schauspielerin Ruth Wiemeler verheiratet.

## Filmografie (Auswahl)
- 1955: Der letzte Mann
- 1957: Ganz groß in Kleinigkeiten (Fernsehfilm)
- 1958: Der öffentliche Ankläger (Fernsehfilm)
- 1959: Die Stimme aus dem Hut (Fernsehfilm)
- 1964: Thomas More (Fernsehfilm)
- 1964: Schneider Wibbel (Fernsehfilm)
- 1965: Wer weint um Juckensack (Fernsehfilm)
- 1965: Die Schelme im Paradies (Fernsehfilm)
- 1966: Apfelsinen (Fernsehfilm)
- 1966: Begründung eines Urteils (Fernsehfilm)
- 1967: Die Schule der Frauen (Fernsehfilm)
- 1967: Der Panamaskandal (Fernsehfilm)
- 1968: Kabale und Liebe (Fernsehfilm)
- 1968: Napoleon in New Orleans (Fernsehfilm)
- 1968: Wie es euch gefällt (Fernsehfilm)
- 1970: Der Kirschgarten (Fernsehfilm)
- 1971: Der Pfandleiher (Fernsehfilm)
- 1972: Pater Brown (Fernsehserie) – Der richterliche Spiegel
- 1973: Sonderdezernat K1 (Fernsehserie) – Ganoven-Rallye
- 1974: Münchner Geschichten (Fernsehserie) – (8 Folgen als Leopold Heinrich)
- 1974: Tatort (Fernsehserie) – 3:0 für Veigl
- 1975: Der Spitzbubenhof (Fernsehfilm)
- 1975: Wie starb Dag Hammarskjöld (Fernsehfilm)
- 1975: Tatort (Fernsehserie) – Treffpunkt Friedhof
- 1975: Der Strick um den Hals (Fernseh-Mehrteiler)
- 1976: Der Hofmeister (Fernsehfilm)
- 1976: Mozart – Aufzeichnungen einer Jugend
- 1976: Der Schneesturm (Fernsehfilm)
- 1976: Die Elixiere des Teufels
- 1977: Der Fall Winslow (Fernsehfilm)
- 1978: Zwischengleis
- 1978: Derrick (Fernsehserie) – Der Spitzel
- 1979: Derrick (Fernsehserie) – Tandem
- 1979: Die Buddenbrooks (Fernsehserie)
- 1980: Glaube Liebe Hoffnung (Fernsehfilm)
- 1980: St. Pauli-Landungsbrücken – Der 65. Geburtstag

## Hörspiele (Auswahl)
- 1952: Die Geschichte des Askid Thorgilsson
- 1952: Bube ist Trumpf
- 1953: Francis Durbridge: Paul Temple und der Fall Vandyke (Charles Maret) – Regie: Eduard Hermann
- 1956: Kölsch Galgespill
- 1957: Kölsch Krippespill
- 1959: Der Mann mit der Narbe
- 1959: Der Mann mit der Nummer
- 1959: Der Mann mit dem Trick
- 1959: Der Mann mit dem Taxi
- 1961: Francis Durbridge: Paul Temple und der Fall Conrad (Dr. Conrad) – Regie: Eduard Hermann
- 1961: Duvejecke vum Kreegsmaat
- 1962: Die verlorene Stimme
- 1963: Der abenteuerliche Simplicissimus Teutsch
- 1966: Prinz und Betteljunge
- 1966: Dorothy L. Sayers: Glocken in der Neujahrsnacht (4 Teile) (Pastor Venables) – Regie: Otto Kurth
- 1969: Der Kirschgarten
- 1970: Stervenswöötche
- 1971: In Tante Julis Haus
- 1976: Rolf und Alexandra Becker: Dickie Dick Dickens & Co. – Verbrich mir nichts – Fünfte Staffel (1. und 4. Folge) (Moritz Kaminsky) – Regie: Peter M. Preissler
- 1979: Das Parkett ein spiegelnder See
- 1980: Jules Verne: Die Reise zum Mittelpunkt der Erde (Lidenbrock) – Regie: Werner Simon

## Auszeichnungen
- 1976: Filmband in Gold für Mozart – Aufzeichnungen einer Jugend